# Saint-Aubin-le-Cauf
Saint-Aubin-le-Cauf ist eine  Gemeinde mit 832 Einwohnern (Stand: 1. Januar 2022) im französischen Département Seine-Maritime in der Region Normandie (vor 2016 Haute-Normandie). Sie gehört zum Arrondissement Dieppe und zum Kanton Dieppe-2 (bis 2015 Kanton Envermeu). Die Einwohner werden Saint-Aubinois genannt.

## Geographie
Saint-Aubin-le-Cauf liegt etwa 14 Kilometer südöstlich von Dieppe am Béthune. Umgeben wird Saint-Aubin-le-Cauf von den Nachbargemeinden Arques-la-Bataille im Norden und Nordwesten, Saint-Nicolas-d’Aliermont im Nordosten, Dampierre-Saint-Nicolas im Osten und Südosten, Saint-Germain-d’Étables im Süden sowie Martigny im Westen.

## Bevölkerungsentwicklung
| Jahr                      | 1962 | 1968 | 1975 | 1982 | 1990 | 1999 | 2006 | 2013 |
| Einwohner                 | 552  | 534  | 563  | 672  | 747  | 747  | 861  | 911  |
| Quelle: Cassini und INSEE |      |      |      |      |      |      |      |      |

## Sehenswürdigkeiten

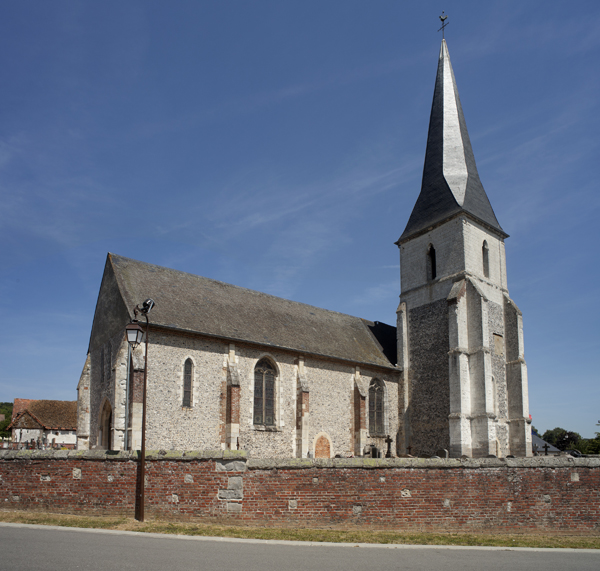
Kirche Saint-Aubin
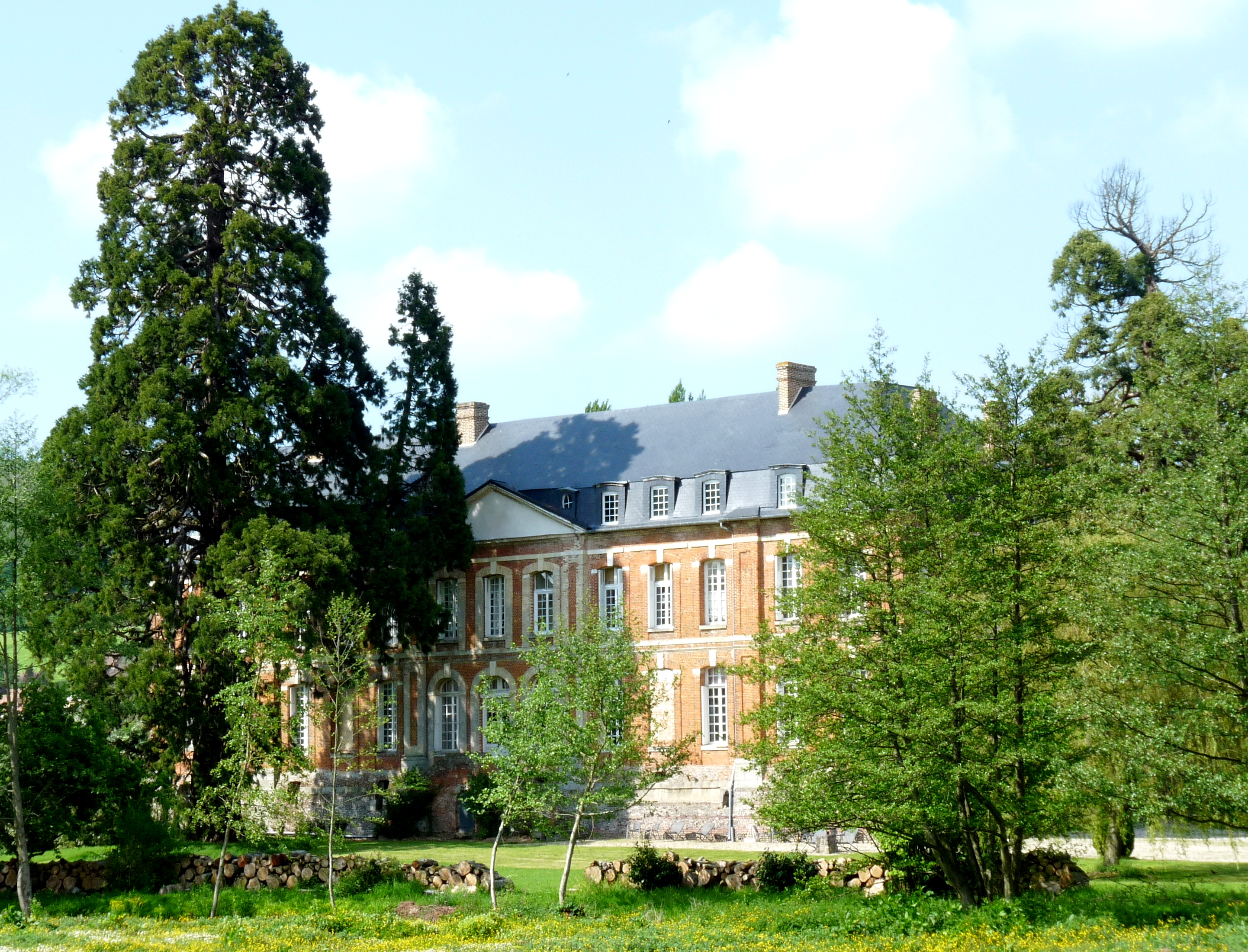
Schloss aus dem 18. Jahrhundert

- Kirche Saint-Aubin
- Schloss